# Montanarturia dimorpha
Montanarturia dimorpha är en tvåvingeart som först beskrevs av Malloch 1938.  Montanarturia dimorpha ingår i släktet Montanarturia och familjen parasitflugor. Inga underarter finns listade i Catalogue of Life.